# Edgar Stüssi

Edgar Stüssi (1997)

Edgar Stüssi (* 17. Mai 1945; † 27. November 2017 in Bern) war ein Schweizer Biomechaniker und Professor an der ETH Zürich.

## Leben
Edgar Stüssi studierte an der Universität Bern Physik mit den Nebenfächern Mathematik und Chemie. Als Werkstudent bei der IBM bildete er sich nebenamtlich zum Systemingenieur in Informatik aus. Nach seiner Promotion in angewandter Physik (Laserphysik) 1975 bei Horst Weber wechselte er in die Abteilung für experimentelle Orthopädie der medizinischen Fakultät der Universität Bern zu Maurice Edmond Müller, wo er für den Mitaufbau des Labors und die Forschung in Biomechanik verantwortlich war. Gleichzeitig absolvierte er das Grundstudium in Medizin. Mehrere Aufenthalte in der schweizerischen Industrie und in verschiedenen Biomechanik-Laboratorien in den USA und Europa ergänzten die universitäre Ausbildung. 
1981 wurde er an die ETH Zürich als Leiter des Laboratoriums für Biomechanik berufen. Am 1. August 1997 erfolgte die Wahl zum ordentlichen Professor für Biomechanik. Ende Mai 2008 wurde er emeritiert.

## Forschung
Die Zeit von Stüssi am Laboratorium für Biomechanik steht für die Verfeinerung der methodischen und instrumentellen Messungen, den Wandel von der analogen zur digitalen Messtechnik und den Einzug elektronischer Datenverarbeitung. Viele Forschungsprojekte wurden durchgeführt, finanziell unterstützt vom Schweizerischen Nationalfonds für die wissenschaftliche Forschung und der Expertenkommission für sportwissenschaftliche Forschung (EKSF). Projekte wie «Ganganalyse» zur Einführung der Doppelschrittmesstechnik im klinischen Umfeld, «Schwingungsanalyse» zur Erfassung der mechanischen Eigenschaften des Skeletts mit schwingungsanalytischen Methoden, die im Zusammenhang mit Ermüdungsfrakturen und pathologischen Knochenveränderungen von Bedeutung sind, oder die Zusammenarbeit mit den Raumfahrtbehörden ESA und NASA, die die am Institut entwickelten Knochenmessgeräte (Bone Stiffness Measuring Device) und Muskelmessgeräte (Torque-Velocity Dynamometer) für ihre Missionen nutzten. Begleitet wurde das Projekt von der Morphometrie, die es ermöglicht, den Mineralgehalt von Knochenschnitten in vitro mit hoher Auflösung zu bestimmen.

## Publikationen (Auswahl)
- Ein optischer Diskriminationsverstärker zur Verbesserung des Signal-zu-Rausch-Verhältnisses bei kurzen Laserpulsen. Diss. Univ. Bern, 1975.
- Einführung in die Biomechanik. Vorlesungen an der Eidgenössischen Technischen Hochschule Zürich. Zürich 1987.
- Sport und Biomechanik. Wirbelsäule, Knorpel und Knochen sind als Stütz- und Dämpfungsorgane enormen Belastungen ausgesetzt. In: Der informierte Arzt, 1987, S. 72–80.
- mit Jochen Denoth: Sport und Physik. Physikalische Untersuchungen helfen die Belastungsgrenze des menschlichen Bewegungsapparates zu erforschen. In: Physik in unserer Zeit, Jg. 20, Nr. 1 (1989).